# معبد فيستا
معبد فيستا (باللاتينية Aedes Vestae ؛ بالإيطالية : Tempio di Vesta)، هو صرح قديم في روما، إيطاليا. يقع في المنتدى الروماني بالقرب من ريجيا [الإنجليزية] و بيت عذارى فيستا [الإنجليزية]. ضم معبد فيستا نار فيستا المقدسة، والتي كانت رمزًا لسلامة روما وازدهارها. للمعبد بصمة دائرية مما يجعله مبني على نمط ثولوس المعماري.
نظرًا لأن عبادة فيستا كانت تتم في البداية في منازل الناس، فيبدو أن تصميم المعبد يعكس أسلوب المساكن الرومانية المبكرة. يضم المعبد في حالته الحالية المتداعية إلى حد ما سمات من العمارة اليونانية، بما في ذلك الأعمدة الكورنثية واستخدام الرخام. وضع الموقد المقدس في غرفة مركزية. يشير الهيكل الحالي إلى وجود عشرين عمودًا كورنثيًا بنيت على منصة دائرية يبلغ قطرها خمسة عشر مترًا. من المحتمل أن السقف كان به فتحة تهوية في الأعلى لإخراج الدخان.